# 加藤哲夫
加藤 哲夫（かとう てつお、1949年8月31日 - 2011年8月26日）は、特定非営利活動法人せんだい・みやぎNPOセンター代表理事。
宝石貴金属卸業を営んだあと、1981年に反戦、エコロジー、文明社会について考える書籍を出す出版社カタツムリ社を仙台に作る（カタツムリ社の由来は、ますむらひろしのマンガに出てくるつぶれそうな出版社の名前による）。
1985年にぐりん・ぴいすを開店。仙台の市民活動のカタログ「センダードマップ」を1987年に刊行する。1990年代からNPO活動を行い、1997年11月1日に「せんだい・みやぎNPOセンター」を設立。

## 略歴
- 福島県出身。
- 1976年-1989年　宝石貴金属卸業を営む
- 1981年 - 出版社「カタツムリ社」を創設
- 1985年 - エコロジーショップ「ぐりん・ぴいす」を開店。環境・エネルギー問題・食と有機農業などに取り組む。
- 1989年 - 「カタツムリ社」から『覚醒のネットワーク』上田紀行著を刊行する。
- 1990年からエイズ問題に積極的に関わりHIV薬害訴訟を支援。
- 1993年 - 「東北HIVコミュニケーションズ」を設立。民間の立場でHIV患者・感染者のサポートに力を注ぐ。
- 1997年 - 「せんだい・みやぎNPOセンター」を設立。市民活動／NPO／NGOによる新しい市民社会のシステムづくりに積極的に取り組み、行政職員研修、NPOマネジメント研修など幅広いテーマの講演・ワークショップを行い、全国を飛び回っている。
- 2006年 - ユース社会起業家研究所所長
- 2009年 - 東北ソーシャルビジネス推進協議会　会長

## その他の主な役職
- 東北HIVコミュニケーションズ顧問、市民活動地域支援システム研究会全国統括委員、仙台委員会代表
- 日本ホリスティック医学協会仙台事務局代表、全国ボランティア研究集会全国運営委員、ぐりん・ぴいす&カタツムリ社代表

## 著書
- 『加藤哲夫のブックニュース最前線』　無明舎出版
- 『市民の日本語　NPOの可能性とコミュニケーション』　ひつじ書房
- 『NPO　その本質と可能性』
- 『一夜でわかる！「NPO」の作り方』
- 『NPOの本質とその経営とは』
- 『市民のネットワーキング　市民の仕事術 Ⅰ』
- 『市民のマネジメント　市民の仕事術 Ⅱ』

## 共著
- 現代日本の文化論『欲望と消費』河合隼雄・上野千鶴子責任編集　岩波書店
- JYVAブックレット⑩『ワークショップを使って』　日本青年奉仕協会
- 『戦争と私／私たちの戦争体験と現在』　カタツムリ社